# Lattenarrest
Der Lattenarrest war vor allem eine bis 1832 in der Preußischen Armee für gemeine Soldaten zulässige schwere Arreststrafe. Der Arrestort war mit dreikantigen Latten aus hartem Holz benagelt und wies keine Lagerstätte auf.
Seit dem 1. November 1832 durfte der Lattenarrest nur noch gegen Gefangene, die sich in Festungshaft befanden, verhängt werden, seit dem 1. Oktober 1872 wurde er ganz aufgehoben. 
Lattenarrest gab es weiterhin als Disziplinarstrafe in Zuchthäusern und Arbeitshäusern.